# 千代野ニュータウン
千代野ニュータウン（ちよのニュータウン）は、石川県白山市にあるニュータウン。

## 概要
- 石川県松任市（当時）の北安田地区で1970年代から整備が開始されたニュータウンで、石川県内では最大のニュータウンである。千代野東1～6丁目、千代野西1～8丁目、千代野南1～2丁目で構成されている。
- 石川県政100周年記念事業の一環で計画されたもので、千代野ニュータウン全体の面積は96.55ha。
- 千代野という地名は一般公募で決められ、松任市に縁のある加賀千代女にあやかり、ニュータウンが永遠に発展していくという願いを込めて命名された。

## 事業概要
- 事業主体：石川県（分譲・販売は石川県住宅供給公社）
- 計画面積：80ha
- 計画戸数：1,600戸
- 整備面積（最終）:96.55ha
- 整備区画数（最終）：1,457戸（住宅）、512戸（宅地）

## 沿革
- 1972年9月 - 松任市北安田付近での用地買収交渉を開始。
- 1974年9月 - ニュータウン基本構想を発表。町名を「千代野」と決定する。
- 1975年10月 - 造成工事に着手。
- 1977年9月 - 第1回分譲を開始。
- 1978年10月 - 入居開始。
- 1984年7月 - 建設大臣から優良団地として表彰を受ける。
- 1985年10月 - 15haの拡張計画を発表。
- 1990年9月 - 拡張地区の造成完了。
- 1992年8月 - 最終分譲開始。

## 周辺施設
教育
- 白山市立千代野保育所
- 千代野幼稚園（私立）
- 白山市立千代野小学校
  - なお、千代野ニュータウンには中学校がないため、千代野ニュータウン北東部にある白山市立北星中学校が通学校となる。

警察・消防
- 松任警察署千代野駐在所
- 白山野々市広域事務組合　松任消防署千代野分署

商業施設
- ゲンキー

その他
- 千代野体育館
- 中央公園
- 児童公園（6ヶ所）
- 集会所（5ヶ所）

交通
- 北陸鉄道バス（ほくてつバス）
  - 「千代野ニュータウン」バス停から金沢駅方面に発着している。
- めぐーる（コミュニティバス）：北循環コース
  - 「千代野小学校」、「千代野第5集会所」各バス停
- めぐーる：西コース
  - 「千代野南」バス停